# Bernd Wallet
Bernd Wallet wł. Barend Theodoor Wallet (ur. 27 lutego 1971) – holenderski duchowny starokatolicki, doktor teologii, arcybiskup Utrechtu oraz przewodniczący Międzynarodowej Konferencji Biskupów Starokatolickich i Unii Utrechckiej Kościołów Starokatolickich.

## Życiorys
Pochodzi z rodziny ewangelicko-reformowanej. Jego ojciec był pastorem i piastował między innymi funkcję  przewodniczącego Synodu Holenderskiego Kościoła Reformowanego. Ojciec Bernda był także jednym z liderów ruchu Samen op Weg. W 1991, w wieku dwudziestu Bern Wallet zetknął się ze starokatolicyzmem. Studiował teologię w Utrechcie i angielskim Hull. Święcenia diakonatu przyjął w 2006 w anglikańskiej katedrze w Yorku, zaś w 2007 przyjął święcenia kapłańskie w Utrechcie i został wikariuszem parafii anglikańskiej w Nothallertion w diecezji York. Do rodzinnej Holandii powrócił w 2010. Był doradcą Arcybiskupa Utrechtu. W 2015 roku został proboszczem parafii archikatedralnej Maryi Panny, św. Jakuba i św. Gertrudy w Utrechcie.
15 lutego 2020 już w pierwszej turze został wybrany przez Kapitułę Metropolitalną Archidiecezji Utrechtu na następcę dotychczasowego arcybiskupa Utrechtu oraz przewodniczącego Międzynarodowej Konferencji Biskupów Starokatolickich i Unii Utrechckiej Kościołów Starokatolickich Jorisa Vercammena. Konsekracja i ingres Bernda Walleta na Arcybiskupa Utrechtu zaplanowane zostały na 21 czerwca 2020. Ostatecznie z powodu pandemii COVID-19 uroczystość była dwukrotnie przekładana. Konsekracja Bernda Walleta odbyła się 18 września 2021 w ewangelicko-reformowanym kościele św. Lebuina w Deventer. Nabożeństwu przewodniczył bp Dirk Schoon, biskup Haarlemu, zaś biskupami-asystentami byli bp Harald Rein z Kościoła Starokatolickiego w Niemczech oraz bp Robert Innes, biskup diecezji europejskiej Kościoła Anglii. Kościół Polskokatolicki w Rzeczypospolitej Polskiej podczas uroczystości reprezentował ks. dr inf. Andrzej Gontarek – sekretarza Rady Synodalnej Kościoła. Ingres bp. Walleta do katedry św. Gertrudy miał miejsce 19 września 2021.